# Me dediqué a perderte
«Me dediqué a perderte» es una canción escrita y producida por Pedro Ramírez y coescrita por Leonel García e interpretada por el artista mexicano Alejandro Fernández. La canción se publicó como el sencillo principal de su 11°. álbum de estudio A corazón abierto (2004).

## Rendimiento comercial
En los Estados Unidos, en el Billboard Hot Latin Songs, el sencillo ingresó en el número 49 en la semana del 18 de enero de 1996,  subiendo al número 14 la semana siguiente y ocho semanas después (11 de agosto) alcanzando el número 4. La pista pasó 20 semanas en este gráfico, y se ubicó en el número 22 en el gráfico de fin de año de 2004.

## Vídeo musical
El video recibió una nominación para el Premio Oye! al Video del Año, perdiendo ante «Me muero» de la banda española La Quinta Estación.

## Posicionamiento en listas
| Listas (2004)                            | Mejor posición |
| ---------------------------------------- | -------------- |
| Estados Unidos (Hot Latin Songs)         | 17             |
| Estados Unidos (Latin Airplay)           | 17             |
| Estados Unidos (Latin Pop Airplay)       | 18             |
| México (Monitor Latino)                  | 1              |
| Billboard Bubbling Under Hot 100 Singles | 6              |
| Billboard Hot Latin Tracks               | 1              |
| Billboard Regional/Mexican Airplay       | 10             |
| Billboard Latin Pop Airplay              | 2              |
| Billboard Latin Tropical Airplay         | 4              |